# Fermina Vilches Pellissari
Fermina Vilches Pellissari (segle XIX - segle XX) fou una actriu catalana relacionada amb la Renaixença, filla de l'actriu Cornèlia Pellissari.

## Biografia
Era filla de l'actriu Cornèlia Pellissari. Comença a treballar en algunes funcions al Romea al febrer 1864 amb la seva mare i és contractada per l'Odeon durant les temporades 1864-65 i 1865-66, on treballa amb les primeres actrius catalanes Francesca Soler i Anna Alfonso de Puig. Participa el 1864 en la secció de la Gata, compromesa a representar obres en català, que canviarà de nom l'any següent pel de “Teatre català”. Estrena, entre altres peces, La pubilla del Vallès (1864) de J. M. Arnau, Les carbasses de Mont-roig (1865) de Pitarra, i representa Les joies de la Roser a l'abril de 1866. Als estius treballa en diferents teatres de la capital catalana, com el Variedades (1865), on representa Al altre món de J. M. Arnau, en companyia de Lleó Fontova i Iscle Soler, o el Teatro de la Zarzuela (1866). A la temporada 1867-68 és contractada pel Romea per fer de dama jove sota la direcció de Lleó Fontova, en companyia de Francesca Soler i la seva mare, amb qui estrena amb gran èxit La rosa blanca de Pitarra. L'any 1869 la trobem de gira per Espanya i actua durant tot el mes de setembre al Teatro Liceo Albacetense. El 1874 treballa al Teatre Espanyol i estrena La caritat.

## Trajectòria professional
- 1864, 24 de novembre. En el paper de Maria a l'obra Tal hi va que no s'ho creu d'Eduard Vidal i de Valenciano. Estrenada al teatre de l'Odèon de Barcelona.
- 1864, 30 de novembre. En el paper de Laieta a l'obra El banys de Caldetes de Josep Maria Arnau. Estrenada al teatre de l'Odèon de Barcelona.
- 1865, 23 de febrer. En el paper d'Emília a l'obra El boig de les campanilles de Frederic Soler. Estrenada al teatre de l'Odèon de Barcelona.
- 1865, 28 d'abril. En el paper de Donya Flora a l'obra El castell del tres dragons de Frederic Soler. Estrenada al teatre de l'Odèon de Barcelona.
- 1865, 28 de juny. En el paper d'Elvira a l'obra A l'altre món de Josep Maria Arnau. Estrenada al teatre de Varietats de Barcelona.
- 1865, 8 de juliol. En el paper de Macari a l'obra Les carbasses de Mont-roig de Frederic Soler. Estrenada al teatre de Varietats de Barcelona.
- 1865, 22 de juliol. En el paper de Toneta a l'obra Un pollastre eixalat de Josep Maria Arnau. Estrenada al teatre de Varietats.
- 1865, 7 d'agost. En el paper de Rita a l'obra Liceistes i "Cruzados" de Frederic Soler. Estrenada al teatre de Varietats.
- 1865, 30 de novembre. En el paper de Magina a l'obra Un mercat de Calaf de Frederic Soler. Estrenada al teatre de l'Odèon de Barcelona.
- 1865, 14 de desembre. En el paper de Marieta a l'obra En Joan Doneta de Frederic Soler. Estrenada al teatre de l'Odèon de Barcelona.
- 1865, 21 de desembre. En el paper d'Adela a l'obra La pubilla del Vallès de Josep Maria Arnau. Estrenada al teatre de l'Odèon de Barcelona.
- 1866, 29 de gener. En el paper de Lluïsa a l'obra La por guarda la vinya de Lleó Fontova. Estrenada al teatre de l'Odèon de Barcelona.
- 1866, 1 de febrer. En el paper de Sofia, senyoreta a l'obra Un mosquit d'arbre de Josep Feliu i Codina. Estrenada al teatre de l'Odèon de Barcelona.
- 1866, 1 de març. En el paper d'Aspassia a l'obra Els herois i les grandeses de Frederic Soler. Estrenada al teatre de l'Odèon de Barcelona.
- 1866, 5 de març. En el paper d'Isabel a l'obra Contra enveja... de Narcís Campmany. Estrenada al teatre de l'Odèon de Barcelona.
- 1866, 22 de març. En el paper de Maria a l'obra El noi de les cames tortes d'autor desconegut. Estrenada al teatre de l'Odèon de Barcelona.
- 1866, 23 d'abril. En el paper de Teresa a l'obra Si m'embrutes t'emmascaro de Narcís Campmany. Estrenada al teatre de l'Odèon de Barcelona.
- 1867, 21 de novembre. En el paper d'Isabel de l'obra La copa del dolor d'Andreu Brasés i Narcís Campmany. Estrenada al teatre Romea de Barcelona.
- 1868, 3 de març. En el paper de Flora a l'obra La mitja taronja de Josep Maria Arnau. Estrenada al teatre Romea de Barcelona.